# Шпиони
„Шпиони“ (на английски: Spy) е американски филм от 2015 година, екшън комедия на режисьора Пол Фейг по негов собствен сценарий.
В центъра на сюжета е служителка в администрацията на Централно разузнавателно управление Сузана Купер (Мелиса Маккарти), която през целия си живот е мечтала да стане секретен агент, но заема скучната длъжност на седящ аналитик и координатор на агента Бредли Файн (Джуд Лоу).
Файн отива отива в България, за да разбере от Тихомир Боянов (Раад Рави) къде точно той крие мощна атомна бомба, но съвсем случайно го убива. Но и дъщерята на Тихомир - Райна Боянова (Роуз Бърн) знае къде е бомбата и Файн отива при нея, но попада в капан – Райна го застрелва. На ЦРУ се налага да изпрати на полева мисия в Европа нов агент, и това е Сузана, която гори от желание да отмъсти за Файн. Условието е да не се намесва, а само да наблюдава, но се случва така, че Сузана прави всичко и по собствен начин.

## В ролите
| Актьор            | Персонаж                                            |
| ----------------- | --------------------------------------------------- |
| Мелиса Маккарти   | Сюзън Купър (аналитик и координатор на Бредли Файн) |
| Джуд Лоу          | Брадли Файн (агент)                                 |
| Джейсън Стейтъм   | Рик Форд (агент)                                    |
| Роуз Бърн         | Райна Боянова                                       |
| Алисън Джени      | Елейн Крокър (директор от ЦРУ)                      |
| Миранда Харт      | Нанси Артингстейл (аналитик ЦРУ)                    |
| Питър Серафиноуиц | Алдо (агент в Рим)                                  |

## Награди и номинации
| Категория                               | Номиниран(и)                         | Резултат                          |
| Златен глобус (10 януари 2016 г.)       | Златен глобус (10 януари 2016 г.)    | Златен глобус (10 януари 2016 г.) |
| --------------------------------------- | ------------------------------------ | --------------------------------- |
| Най-добър филм – мюзикъл или комедия    | Най-добър филм – мюзикъл или комедия | номинация                         |
| Най-добра актриса в мюзикъл или комедия | Мелиса Маккарти                      | номинация                         |
| Емпайър (20 март 2016 г.)               |                                      |                                   |
| Най-добра комедия                       | Най-добра комедия                    | награда                           |